# Screaming Condor
Screaming Condor sont des montagnes russes inversées navette lancées du parc Leofoo Village Theme Park, situé à Guanxi, Comté de Hsinchu à Taïwan. Screaming Condor est le seul parcours de montagnes russes de ce modèle hors des États-Unis.

## Le circuit
Le circuit ressemble à un U, avec des tours verticales de chaque côté. D'un côté, le train fait un inline twist et de l'autre, il redescend en chute libre.

## Statistiques
- Train : 1 train de 14 wagons, les passagers sont placés à 2 par rangées pour un total de 28 passagers.